# Jean-Christophe Spinosi
Jean-Christophe Spinosi (* 2. September 1964 in Drancy) ist ein französischer Dirigent, Violinist und Gründer des Ensemble Matheus.

## Leben
Jean-Christophe Spinosi entdeckte im Alter von 13 Jahren dank einer Aufnahme von Nikolaus Harnoncourt die historische Aufführungspraxis und widmete daraufhin einen Teil seines Musikunterrichtes dem Erlernen der Barockvioline. Inspiriert durch den Dirigierstil von Pierre Dervaux gründete er das „Ensemble Matheus“, welches sich in erster Linie auf Instrumental- und Vokalmusik des 17. und  18. Jahrhunderts spezialisierte und ursprünglich 1991 als „Quatuor Matheus“ gegründet wurde. Insbesondere mit der Leitung von Instrumentalwerken und Opern Antonio Vivaldis erarbeitete sich Spinosi internationales Renommee. Darüber hinaus dirigierte er zuletzt auch Aufführungen von  Mozart- und Rossini-Opern.
Als Gastdirigent leitete Spinosi zahlreiche Orchester, wie die Berliner Philharmoniker, die Handel & Haydn Society in Boston, das New Japan Philharmonic, das Deutsche Symphonie-Orchester Berlin, das Radio Sinfonie-Orchester Frankfurt, das Orchestre Philharmonique de Monte Carlo, das Orchestre de Paris, das Royal Stockholm Philharmonic Orchestra, das Verbier Festival Orchestra und andere. Er dirigierte unter anderem an den Pariser Häusern Théâtre du Châtelet und dem Théâtre des Champs-Elysées, am Concertgebouw in Amsterdam, in der New Yorker Carnegie Hall, bei den Salzburger Festspielen, in der Berliner Philharmonie, im Konzerthaus Dortmund, in der Royal Albert Hall und an der Wiener Staatsoper.
Als Dirigent von Vokalwerken arbeitete er mit Sängern wie Cecilia Bartoli, Sara Mingardo, Jennifer Larmore, Sandrine Piau, Simone Kermes, Marie-Nicole Lemieux, Nathalie Stutzmann, Philippe Jaroussky und Matthias Goerne zusammen.

## Diskografie
| Jahr | Titel                                 | Höchstplatzierung, Gesamtwochen, AuszeichnungChartplatzierungen (Jahr, Titel, Platzierungen, Wochen, Auszeichnungen, Anmerkungen) | Höchstplatzierung, Gesamtwochen, AuszeichnungChartplatzierungen (Jahr, Titel, Platzierungen, Wochen, Auszeichnungen, Anmerkungen) | Höchstplatzierung, Gesamtwochen, AuszeichnungChartplatzierungen (Jahr, Titel, Platzierungen, Wochen, Auszeichnungen, Anmerkungen) | Anmerkungen                                   |
| Jahr | Titel                                 | FR | BEW | CH | Anmerkungen                                   |
| ---- | ------------------------------------- | --- | --- | --- | --------------------------------------------- |
| 2004 | Vivaldi: Operas                       | FR187 (1 Wo.)FR | — | — |                                               |
| 2004 | Vivaldi: Orlando furioso              | FR128 (4 Wo.)FR | — | — | mit Ensemble Matheus                          |
| 2006 | Vivaldi: Griselda                     | FR118 (5 Wo.)FR | — | — | mit Ensemble Matheus                          |
| 2008 | Nisi Dominus / Stabat Mater - Vivaldi | FR11 (19 Wo.)FR | BEW82 (3 Wo.)BEW | — | mit Marie-Nicole Lemieux 6 Philippe Jaroussky |
| 2008 | Vivaldi: La fida ninfa                | FR140 (4 Wo.)FR | — | — | mit Ensemble Matheus                          |
| 2018 | Antonio Vivaldi                       | FR63 (7 Wo.)FR | BEW23 (9 Wo.)BEW | CH39 (8 Wo.)CH | mit Cecilia Bartoli & Ensemble Matheus        |

## Auszeichnungen
- 2006: Chevalier (Ritter) des Ordre des Arts et des Lettres
- 2007: Bester Operndirigent der Académie du disque lyrique